# Thalurania
Thalurania là một chi chim trong họ Chim ruồi.

## Các loài
Chi này gồm các loài:
- Thalurania colombica
- Thalurania furcata
- Thalurania glaucopis
- Thalurania watertonii